# WTX
WTX (ang. Workstation Technology Extended) – rodzaj płyty głównej stworzonej przez firmę Intel w 1998 roku.
Głównym zastosowaniem płyt w standardzie WTX są serwery i stacje robocze typu high-end często wieloprocesorowe wyposażone w kilka twardych dysków. WTX posiada architekturę umożliwiającą łatwiejsze uaktualnienie konfiguracji poprzez wymianę modułu specjalnego karty rozszerzającej "Riser Card" zawierającej układy oraz złącza komunikacyjne. Specyfikacja ta określa tzw. strefy związane z poszczególnymi elementami płyty głównej. Odpowiednie wycięcia w obudowie umożliwiają łatwe instalowanie różnych modułów "Riser Card", zależnie od zapotrzebowań mogą to być kontrolery SCSI, karty sieciowe lub szybkie adaptery Super I/O. Płyta mogła zawierać nawet 4 zasilacze. Posiadała także możliwość podłączenia 10 dysków twardych (lub więcej, w zależności od płyty głównej).